# Curtiss P-1 Hawk
P-1 Hawk (Curtiss Model 34) là một loại máy bay tiêm kích hai tầng cánh của Quân đoàn Không quân Lục quân Hoa Kỳ trong thập niên 1920.

## Biến thể
XPW-8
PW-8
XPW-8A
XPW-8B
P-1
P-1A
XP-1A
P-1B
P-1C
XP-1C
P-1D
P-1E
P-1F
P-2
XP-3
XP-3A
XP-21
P-3A
XP-4
XP-5
P-5
XAT-4
AT-4
AT-5
AT-5A
CO-X

## Quốc gia sử dụng
Bolivia
 Chile
 Nhật Bản
 Thái Lan
 Hoa Kỳ
- Quân đoàn Không quân Lục quân Hoa Kỳ

## Tính năng kỹ chiến thuật (P-1C)
Dữ liệu lấy từ Eden & Moeng (2002) page 506 
Đặc điểm tổng quát
- Kíp lái: 1
- Chiều dài: 23 ft (7,01 m)
- Sải cánh: 31,5 ft (9,6 m)
- Chiều cao: 8,75 ft (2,67 m)
- Diện tích cánh: 252 ft² (23,41 m²)
- Kết cấu dạng cánh: Clark Y
- Trọng lượng rỗng: 2.195 lb (996 kg)
- Trọng lượng cất cánh tối đa: 2.937 lb (1.349 kg)
- Động cơ: 1 × Curtiss V-1150-3, 435 hp (324 kW)

 Hiệu suất bay 
- Vận tốc cực đại: 155 mph (249 km/h)
- Vận tốc hành trình: 123 mph (198 km/h)
- Tầm bay: 300 mi (483 km)
- Trần bay: 20.800 ft (6.340 m)
- Vận tốc lên cao: 1.460 ft/phút (7,42 m/s)

Trang bị vũ khí

- 2 × Súng máy M1919 Browning.30 in (7,62 mm)